# Станкевич, Андрей Афанасьевич
Андре́й Афана́сьевич Станке́вич (7 (19) ноября 1868 — после 1916) — государственный деятель Российской империи.

## Биография
Родился в Москве в обедневшей семье выходцев из Польши.
С 1878 по 1886 годы учился в «филологической гимназии» при Санкт-Петербургском филологическом институте. Затем окончил историко-филологический факультет Московского университета с дипломом 1-й степени.
В 1891 году поступил на службу в Министерство внутренних дел и в 1892 году был командирован в Тобольскую губернию, в особый комитет, созданный для оказания помощи населению губернии, пострадавшей от неурожая 1891—1892 годов. 26 мая 1892 года произведён в чин коллежского секретаря.
В 1896 году женился на дочери потомственного дворянина Марии Сергеевне Степановой; у них родились дочь Анна (1897) и сын Дмитрий (1899).
С 1897 года А. А. Станкевич служил чиновником по переселенческим делам при Сибирской железной дороге; организовывал помощь переселенцам, пострадавшим в 1898 году от неурожая. С 1902 года — помощник начальника Переселенческого управления. В 1903 году он был командирован на Кавказ для организации переселенческого дела.
В 1904 году назначен управляющим канцелярией Виленского, Ковенского и Гродненского генерал-губернатора. С 1908 года — почётный мировой судья Виленского уезда. В 1911 году становится почётным мировым судьёй округа Тобольского окружного суда.
В 1912 году был произведён в чин действительного статского советника и назначен Тобольским губернатором.
13 ноября 1915 году получает назначение на должность самарского губернатора. 18 декабря лично посетил заседание Думы. 10 января 1916 году он открыл губернское земское собрание в составе 37 гласных и произнес речь. Немало сделал Станкевич в Самаре во время войны: госпитали, размещения военных заказов, организация военных поставок. Создал «Плавучий госпиталь», который помог вылечить и реабилитировать несколько десятков раненых воинов. 23 мая 1916 г. от самарского дебаркадера ушёл в свой первый рейс теплоход ВОТС. Станкевич принимал активное участие в работе местного отделения Российского общества Красного креста. 22 августа 1916 г. был выбран председателем местного отделения Красного Креста. 9 сентября 1916 г. в качестве губернатора встречал проезжавшего через Самару японского наследного принца Кан-Юнг.
12 сентября 1916 года был назначен управляющим земским отделом Министерства внутренних дел. 17 сентября губернатор дал прощальный обед и 24 сентября 1916 года уехал с семьей в Санкт-Петербург.
Дальнейшая судьба Станкевича неизвестна.

## Награды
- Орден Святой Анны III степени (1 января 1896);
- Орден Святого Станислава II степени (18 апреля 1899);
- Орден Святого Владимира IV степени (4 апреля 1902);
- Орден Святого Владимира III степени (1 января 1914);
- Орден Святого Станислава I степени (5 апреля 1915).
- Серебряная Медаль «В память царствования императора Александра III»;
- Светло-бронзовая Медаль «В память 100-летия Отечественной войны 1812»;
- Знак отличия «За труды по переселению и землеустройству за Уралом»;
- Звание «Почётный гражданин города Тобольска» (4 ноября 1915).

## Память
- В честь него был назван переселенческий посёлок «Станкевичевский» в Тюкалинском уезде Тобольской губернии (ныне деревня Станкевичи Называевского района Омской области).
- В Тобольской губернии в его честь был назван пароход «Станкевич».

## Труды
- Станкевич А. А. Краткий очерк колонизации Седельниковской волости Тарского округа // Материалы для изучения быта переселенцев, водворённых в Тобольскую губернию за 15 лет (с конца 70-х годов по 1893 год). С предисловием Андрея Станкевича. Т. 1. Историческое описание 100 посёлков. — М., 1895.